# Список губернаторов Западной Австралии
Губерна́тор За́падной Австра́лии (англ. Governor of Western Australia) является представителем монарха Австралии (в настоящее время — короля Карла III) в Западной Австралии — самом крупном по территории штате Австралии. Губернатор штата назначается монархом Австралии по представлению премьера Западной Австралии.

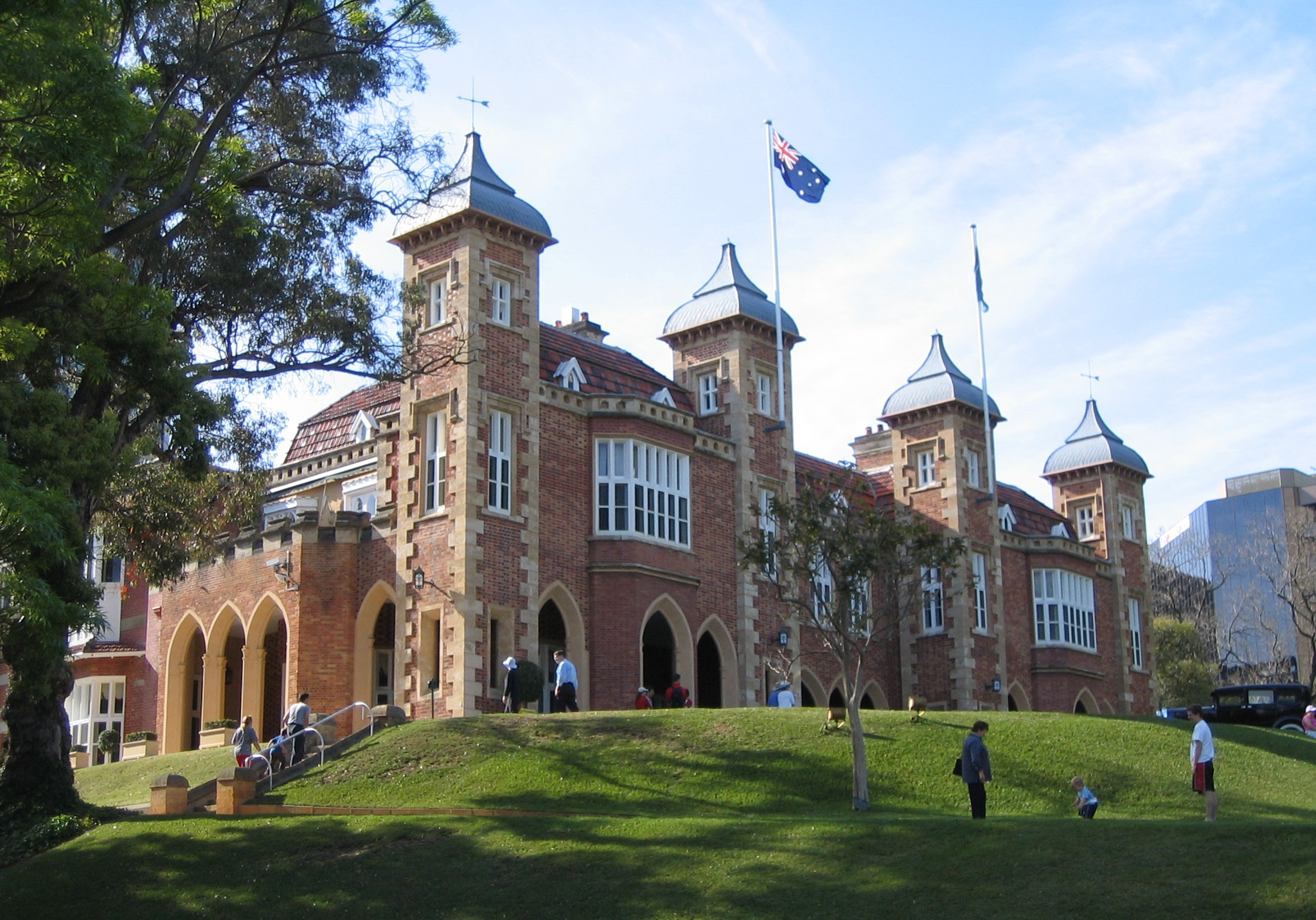
Дом правительства в Перте

Расположение Западной Австралии на карте Австралии

В настоящее время в компетенцию губернатора Западной Австралии входят такие обязанности, как управление Исполнительным советом штата, продление полномочий или роспуск Законодательной ассамблеи и Законодательного совета штата, определение повестки выборов, а также назначение министров, судей, магистратов и мировых судей.
Официальной резиденцией губернатора Западной Австралии является Дом правительства (англ. Government House), построенный в 1859—1864 годах и расположенный в деловом центре Перта.
Первым руководителем Западной Австралии стал Джеймс Стирлинг — основатель британской колонии Суон-Ривер. Сначала, в конце 1828 года, он был назначен лейтенант-губернатором этой колонии, а с 1832 года стал губернатором. В том же 1832 году колония была переименована в Западную Австралию, а 1 января 1901 года она вошла в федерацию — Австралийский Союз — на правах штата.
В XIX и первой половине XX века большинство губернаторов Западной Австралии были уроженцами Великобритании. Первым губернатором Западной Австралии, родившимся на территории штата (и вообще в Австралии), стал Джеймс Митчелл, находившийся на этом посту в 1948—1951 годах, а последним губернатором, родившимся в Великобритании, был Ричард Троубридж, занимавший эту должность в 1980—1983 годах. Керри Сандерсон, вступившая в должность 20 октября 2014 года, стала первой женщиной на этом посту.

## Лейтенант-губернатор
| # | Имя, годы жизни                          | Портрет | Начало          | Окончание      | Примечания        |
| - | ---------------------------------------- | ------- | --------------- | -------------- | ----------------- |
| 1 | Джеймс Стирлинг James Stirling 1791—1865 |         | 30 декабря 1828 | 5 февраля 1832 | [ 3 ] [ 4 ] [ 5 ] |

## Губернаторы
| #        | Имя, годы жизни                                             | Портрет  | Начало           | Окончание          | Примечания                |
| -------- | ----------------------------------------------------------- | -------- | ---------------- | ------------------ | ------------------------- |
| 1        | Джеймс Стирлинг James Stirling 1791—1865                    |          | 6 февраля 1832   | 2 января 1839      | [ 3 ] [ 4 ] [ 5 ] [ K 1 ] |
| 2        | Джон Хатт John Hutt 1795—1880                               |          | 3 января 1839    | 26 января 1846     | [ 11 ] [ 12 ]             |
| 3        | Эндрю Кларк Andrew Clarke 1793—1847                         |          | 27 января 1846   | 11 февраля 1847    | [ 13 ] [ 14 ]             |
| и. о.    | Фредерик Ирвин Frederick Irwin 1788—1860                    |          | 12 февраля 1847  | 11 августа 1848    | [ 15 ] [ 16 ]             |
| 4        | Чарльз Фицджеральд Charles Fitzgerald 1791—1887             |          | 12 августа 1848  | 22 июля 1855       | [ 17 ] [ 18 ]             |
| 5        | Артур Кеннеди Arthur Kennedy 1810—1883                      |          | 23 июля 1855     | 19 февраля 1862    | [ 19 ] [ 20 ]             |
| 6        | Джон Хэмптон John Hampton 1810—1869                         |          | 28 февраля 1862  | 1 ноября 1868      | [ 21 ] [ 22 ]             |
| 7        | Бенджамин Пайн Benjamin Pine 1809—1891                      |          | 20 июля 1868     | см. комментарий    | [ 23 ] [ 24 ] [ K 2 ]     |
| 8        | Фредерик Уэлд Frederick Weld 1823—1891                      |          | 30 сентября 1869 | 3 января 1875      | [ 25 ] [ 26 ]             |
| 9        | Уильям Робинсон William C. F. Robinson 1834—1897            |          | 11 января 1875   | 6 сентября 1877    | [ 27 ] [ 28 ]             |
| 10       | Гарри Орд Harry Ord 1819—1885                               |          | 30 января 1878   | 9 апреля 1880      | [ 29 ] [ 30 ]             |
| **       | Уильям Робинсон William C. F. Robinson 1834—1897            |          | 10 апреля 1880   | 13 февраля 1883    | [ 27 ] [ 28 ]             |
| 11       | Фредерик Брум Frederick Broome 1842—1896                    |          | 2 июня 1883      | 20 декабря 1889    | [ 31 ] [ 32 ]             |
| ***      | Уильям Робинсон William C. F. Robinson 1834—1897            |          | 20 октября 1890  | 17 марта 1895      | [ 27 ] [ 28 ]             |
| 12       | Джерард Смит Gerard Smith 1839—1920                         |          | 23 декабря 1895  | 29 июня 1900       | [ 33 ] [ 34 ]             |
| 13       | Артур Лоули Arthur Lawley 1860—1932                         |          | 1 мая 1901       | 13 августа 1902    | [ 35 ] [ 36 ]             |
| 14       | Фредерик Бедфорд Frederick Bedford 1838—1913                |          | 24 марта 1903    | 22 апреля 1909     | [ 37 ] [ 38 ]             |
| 15       | Джеральд Стрикленд Gerald Strickland 1861—1940              |          | 31 мая 1909      | 3 марта 1913       | [ 39 ] [ 40 ]             |
| 16       | Гарри Баррон Harry Barron 1847—1921                         |          | 17 марта 1913    | 26 февраля 1917    | [ 41 ] [ 42 ]             |
| 17       | Уильям Эллисон-Макартни William Ellison-Macartney 1852—1924 |          | 9 апреля 1917    | 8 апреля 1920      | [ 43 ] [ 44 ]             |
| 18       | Фрэнсис Ньюдегейт Francis Newdegate 1862—1936               |          | 9 апреля 1920    | 16 июня 1924       | [ 45 ] [ 46 ]             |
| 19       | Уильям Кэмпион William Campion 1870—1951                    |          | 28 октября 1924  | 8 июня 1931        | [ 47 ] [ 48 ]             |
| вакантно | вакантно                                                    | вакантно | 9 июня 1931      | 4 октября 1948     | [ K 3 ]                   |
| 20       | Джеймс Митчелл James Mitchell 1866—1951                     |          | 5 октября 1948   | 30 июня 1951       | [ 8 ] [ 49 ]              |
| 21       | Чарльз Гайрднер Charles Gairdner 1898—1983                  |          | 6 ноября 1951    | 26 июня 1963       | [ 50 ] [ 51 ]             |
| 22       | Дуглас Кендрю Douglas Kendrew 1910—1989                     |          | 25 октября 1963  | 28 августа 1973    | [ 52 ]                    |
| 23       | Хьюи Эдвардс Hughie Edwards 1914—1982                       |          | 7 января 1974    | 2 апреля 1975      | [ 53 ]                    |
| 24       | Уоллес Кайл Wallace Kyle 1910—1988                          |          | 24 ноября 1975   | 16 мая 1980        | [ 54 ]                    |
| 25       | Ричард Троубридж Richard Trowbridge 1920—2003               |          | 25 ноября 1980   | 24 ноября 1983     | [ 9 ] [ 55 ]              |
| 26       | Гордон Рид Gordon Reid 1923—1989                            |          | 2 июля 1984      | 30 сентября 1989   | [ 56 ]                    |
| 27       | Фрэнсис Берт Francis Burt 1918—2004                         |          | 19 марта 1990    | 31 октября 1993    | [ 57 ]                    |
| 28       | Майкл Джеффери Michael Jeffery 1937—2020                    |          | 1 ноября 1993    | 5 мая 2000         | [ 58 ]                    |
| 29       | Джон Сандерсон John Sanderson род. 1940                     |          | 18 августа 2000  | 31 октября 2005    | [ 59 ]                    |
| 30       | Кен Майкл Ken Michael род. 1938                             |          | 18 января 2006   | 2 мая 2011         | [ 60 ]                    |
| 31       | Малкольм Маккаскер Malcolm McCusker род. 1938               |          | 1 июля 2011      | 30 июня 2014       | [ 61 ]                    |
| 32       | Керри Сандерсон Kerry Sanderson род. 1950                   |          | 20 октября 2014  | 1 мая 2018         | [ 62 ]                    |
| 33       | Ким Бизли Kim Beazley род. 1948                             |          | 1 мая 2018       | 15 июля 2022       |                           |
| 34       | Крис Доусон Chris Dawson род. 1958                          |          | 15 июля 2022     | по настоящее время |                           |

## Комментарии
1. ↑  По причине того, что в 1832—1834 годах Джеймс Стирлинг провёл два года в Англии, в некоторых источниках срок его губернаторства разделяют на два отдельных периода: с 6 февраля по 11 августа 1832 года и с 19 августа 1834 года по 2 января 1839 года[5].
2. ↑  Официальное назначение Бенджамина Пайна губернатором состоялось 20 июля 1868 года, но он так и не прибыл к месту работы. 14 апреля 1869 года Фредерик Уэлд был назначен «на место сэра Бенджамина Пайна»[5].
3. ↑  В 1931—1948 годах пост губернатора оставался вакантным. После ухода Уильяма Кэмпиона администратором остался Джон Нортмор[англ.], который 29 июня 1932 года был назначен лейтенант-губернатором. 10 июля 1933 года на этом  посту его заменил Джеймс Митчелл, который, проработав лейтенант-губернатором более 15 лет, в октябре 1948 года был назначен губернатором штата[5].